# Tricholepidium normale
Tricholepidium normale är en stensöteväxtart som först beskrevs av David Don, och fick sitt nu gällande namn av Ren-Chang Ching. Tricholepidium normale ingår i släktet Tricholepidium och familjen Polypodiaceae. Inga underarter finns listade.